# Avvelenamento da cianuro
L'avvelenamento da cianuro è una condizione clinica caratterizzata dall'assunzione acuta o cronica di cianuro.

## Meccanismo d'azione
Il cianuro è uno ione (CN−); il veleno propriamente detto è il cianuro di potassio, sale di potassio derivato dall'acido cianidrico.
Il cianuro funziona come inibitore della ferricitocromo-ossidasi mitocondriale formando con essa un complesso relativamente stabile. Viene così impedito il rilascio dell'ossigeno da parte dell'emoglobina al sistema di trasporto degli elettroni.
In questo modo l'ossigeno non viene consumato a livello tissutale e si accumula in circolo; infatti con avvelenamento da cianuro, anche il sangue venoso risulta di color rosso brillante.
Gli effetti dell'ipossia si riflettono sul sistema respiratorio; sopraggiunge quindi una rapida depressione dell'attività cerebrale. La frequenza cardiaca dapprima aumenta per poi diminuire progressivamente.
La morte avviene per anossia cerebrale e collasso cardiovascolare.

## Assorbimento
Il metodo più semplice per assorbire tale veleno è l'inalazione dell'acido cianidrico gassoso; eventualità che può verificarsi per esempio in incidenti in ambito chimico (l'idrolisi acida dei cianuri produce acido cianidrico gassoso) o durante la combustione di materie plastiche.

## Dose letale
La dose letale per l'uomo è 200–300 mg per il cianuro di sodio o di potassio e 50 mg per l'acido cianidrico. Gli effetti tossici iniziano a manifestarsi entro pochi secondi dall'inalazione ed entro mezz'ora dall'ingestione.

## Sintomatologia
I primi sintomi che si presentano sono cefalea, ansia, vertigine, bruciore alla bocca e alla faringe, dispnea, tachicardia, nausea, vomito, dissenteria, ipertensione, diaforesi e dolore ai muscoli.
In seguito i segni clinici si fanno più gravi con convulsioni, trisma, paralisi, coma, ipotensione, morte.

## Terapie
Subito si inizia con la somministrazione di ossigeno e con decontaminazione gastroenterica.
La persona avvelenata deve respirare ogni minuto per trenta secondi nitrito di amile (provoca metaemoglobinemia).
In seguito si somministra il nitrito di sodio al 3% con velocità di 2.5-5 ml/min.
Oppure infusione di idrossicobalamina, che lega il cianuro libero o legato alla citocromo ossidasi e forma cianocobalamina (vitamina B12), un composto non tossico ed eliminabile con le urine.
Altro antidoto somministrabile è il tiosolfato di sodio, capace di produrre tiocianato, meno tossico e facilmente eliminabile per via urinaria.

## Suicidio con il cianuro
La possibilità di suicidarsi tramite l'ingestione di cianuro è stata resa celebre dagli alti esponenti del NSDAP, ognuno dei quali aveva con sé una capsula di cianuro di potassio. Adolf Hitler presumibilmente si suicidò con Eva Braun ingerendo una capsula di cianuro e sparandosi nel contempo un colpo di pistola alla tempia. Hermann Göring, successivamente alla sentenza di condanna pronunziata nel Processo di Norimberga, evitò l'esecuzione capitale suicidandosi nella sua cella col cianuro. Anche Heinrich Himmler, Reichsführer delle SS, identificato ed arrestato dai britannici, si uccise con una capsula di cianuro.
Hitler avvelenò il suo cane da pastore tedesco, Blondi, con questo veleno.
Il 7 giugno 1954, il matematico britannico Alan Turing si suicidò con cianuro di potassio: il mattino dopo la domestica lo trovò morto nel letto. Fu trovata una mela non terminata vicino al corpo, non è stata effettuata alcuna ricerca per capire se contenesse del veleno. Nonostante ciò, circolano voci sulla mela avvelenata per il suicidio.
5 giorni dopo la condanna all'ergastolo, il 20 marzo 1986, Michele Sindona si uccise bevendo un caffè al cianuro di potassio. Morì all'ospedale di Voghera dopo due giorni di coma profondo. Sindona era stato visitato in carcere da Carlo Rocchi che lo aveva rassicurato dell'aiuto degli americani per le sue vicende. La sua morte fu archiviata come suicidio poiché il cianuro di potassio ha un odore caratteristico e quindi è difficile l'assunzione involontaria; il comportamento e i movimenti di Sindona stesso lo confermavano, facendo pensare a un tentativo di auto-avvelenamento per essere estradato negli Stati Uniti, coi quali l'Italia aveva un accordo sulla custodia di Sindona legato alla sua sicurezza e incolumità. Quindi un tentativo di avvelenamento lo avrebbe riportato al sicuro negli Stati Uniti.
Inoltre, nel più grande suicidio di massa finora documentato, il massacro di Jonestown, si utilizzò il cianuro: Jim Jones, predicatore della setta Tempio del popolo, sentendosi in pericolo, ordinò ai suoi 912 seguaci il suicidio proprio tramite un cocktail al cianuro.
Nella finzione, esempi della pratica del suicidio con il cianuro si trovano nella saga letteraria e cinematografica da Ian Fleming 007-James Bond e nella tetralogia di Bourne Identity con Matt Damon.
Il 29 novembre 2017 Slobodan Praljak, stando ai primi esami effettuati, si sarebbe ucciso a 72 anni bevendo cianuro di potassio, subito dopo la sentenza del Tribunale internazionale per l’ex-Jugoslavia che lo condannava a 20 anni di carcere per crimini di guerra. Prima di ingerire il cianuro, avrebbe detto: «Slobodan Praljak non è un criminale di guerra e con sdegno respingo la sentenza». Il generale croato morì alcune ore dopo in ospedale.